# Poder Ejecutivo de Brasil
El Poder ejecutivo de Brasil es uno de los tres poderes del país. Es el conjunto de autoridades públicas a los cuales la Constitución Federal brasileña (la actual es de 1988) atribuye la función administrativa y adopta los principios de la soberanía popular y de la representación, según los cuales el poder político, teóricamente, pertenencia al pueblo y es ejercido en nombre de este por órganos constitucionalmente definidos (art. 1º, párrafo único). Para tanto, la Constitución Federal constituye tres Poderes: el Legislativo, el Ejecutivo y Judicial (art. 2º). El sistema de gobierno adoptado en Brasil es una república federativa presidencialista, siendo el país hendido en 26 estados y un Distrito Federal. Promulgou-si la constitución vigente, la octava a partir de la independencia, el día 5 de octubre de 1988.
El Poder ejecutivo es regulado por la Constitución Federal en sus artículos 76 a 91. Desde 1891, el exercente del ejecutivo federal es el Presidente de la República, siendo a la vez Jefe de Estado y Jefe de gobierno, además de Comandante-en-jefe del Estado-Mayor de las Fuerzas Armadas. El presidente se elige por voto popular directo para un mandato de cuatro años. En caso de derrota en las elecciones en el primer turno, es elegido por la mayoría absoluta de los votos válidos en el segundo turno. Cuando no puede gobernar el país, su sustituto es el Vicepresidente de la República. Los colaboradores que auxilian el Presidente de la República en las tareas administrativas son los Ministros de Estado, que el jefe de Estado y de gobierno nombra.
El exercente del ejecutivo provincial es el Gobernador del Estado, mientras comandante-en-jefe de la Policía Militar, del Cuerpo de Bomberos y de la Policía Civil. Cuando no puede gobernar la unidad federativa, su sustituto es el Vice-Gobernador del Estado. Los colaboradores que auxilian el Gobernador del Estado son los Secretarios de Estado.
El exercente del ejecutivo municipal, mientras comandante-en-jefe de la entonces llamada Guardia Municipal, es el Alcalde. Cuando no puede gobernar el municipio, su sustituto es el Vice-Alcalde. Los colaboradores que auxilian el Alcalde son los Secretarios Municipales.

## Órganos
Los principales órganos del Poder Ejecutivo brasileño son los siguientes:
- Órganos federales
  - Presidencia de la República: integrada por el Presidente de la República, su gabinete, la Casa Civil, el Gabinete de Seguridad Institucional, la Abogacía-General de la Unión, la Prensa Nacional.
  - Vice-Presidencia de la República: integrada por el Vicepresidente de la República.
  - Ministerios de Estado
  - Abogacía-General de la Unión
  - Defensoria Pública de la Unión
- Órganos provinciales
  - Gobiernos Provinciales: representados por los gobernadores.
  - Secretarías Provinciales: representadas por los secretarios de estado, organizados en Ayuntamientos Municipales de contratación temporal de autónomos y Comerciantes en Secretariado.
- Órganos municipales
  - Ayuntamientos Municipales: representadas por los Alcaldes. Leyes complementarias de la Administración Financiera de Brasil.
  - Secretarías Municipales: representadas por los secretarios municipales, calificados localmente en Guardias Municipales civiles para Seguridad Pública y Ordenamiento del Transporte Público, Ministerio de Transportes por contratos de trabajo del tipo CLT, que consolidada la vinculación por trabajo autónomo sin sanidad Social.

## Autoridades
Las autoridades civiles del Poder Ejecutivo son:
- Autoridades federales
  - Presidente de la República;
  - Vicepresidente de la República;
  - Ministros de Estado.
- Autoridades provinciales
  - Gobernadores de los Estados;
  - Vice-Gobernadores de los Estados;
  - Secretarios Provinciales
- Autoridades municipales
  - Alcaldes Municipales
  - Vice-Alcaldes Municipales
  - Secretarios Municipales

El Poder Ejecutivo a nivel federal es estructurado por la Presidencia de la República, por la Vice-Presidencia y por los Ministerios, siendo en él comprendidos el Gabinete de Seguridad Institucional, el Gabinete Civil y una variedad de órganos asesores.
Los ministerios son órganos que ejecutan la política del gobierno, siendo actuante cada uno de ellos en un sector administrativo. Los órganos asesores sirven de auxilio al jefe del Ejecutivo para órganos con la intención de consultar, estudiar, planear y controlar en nombre del Presidente de Brasil.

### Presidente de la República

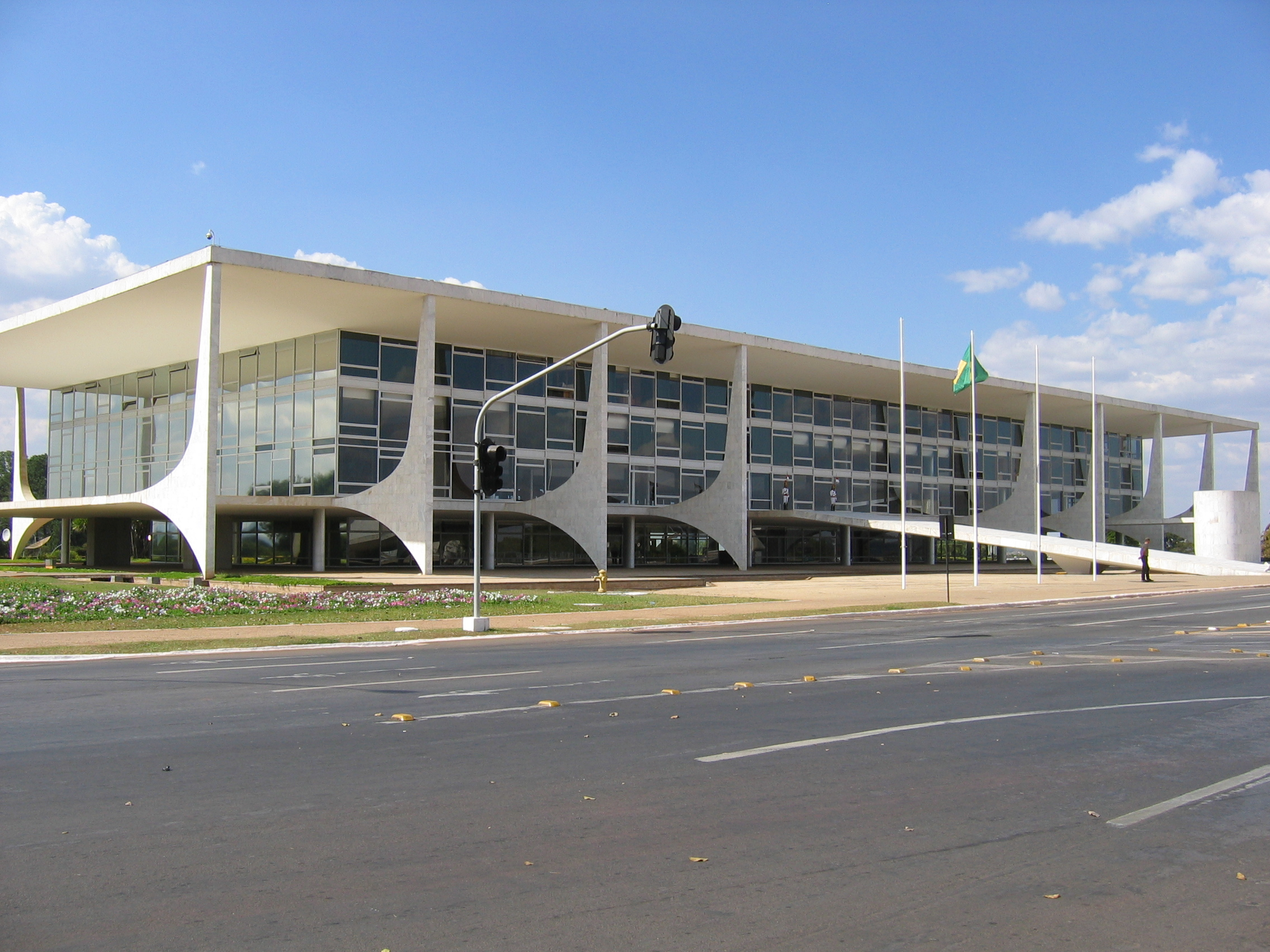
Palacio del Planalto, sede del Poder Ejecutivo brasileño, localizado en la plaza de los Tres Poderes, en Brasilia, capital de Brasil.

Los requisitos para ser Presidente de la República son: tener a Brasil como país de nacimiento, haber más de 35 años de edad, ejercer la ciudadanía y, por evidencia, elegirse por medio de partido político.
La definición de las reglas para elegir el Presidente de Brasil constan en la Constitución de 1988. Las más importantes son las siguientes:
La elección del Presidente y del Vicepresidente de la República se realizará, simultáneamente, el primer domingo de octubre, en primer turno, y el último domingo de octubre, en segundo turno, si hubiera, del año anterior al del término del mandato presidencial vigente.
1. La elección del Presidente de la República importará a de el Vice - Presidente con él registrado.
2. Será considerado electo Presidente el candidato que, registrado por partido político, obtenga la mayoría absoluta de votos, no computados los en blanco y los nulos.
3. Si ningún candidato alcanzar mayoría absoluta en la primera votación, se realizara una nueva elección en hasta veinte días después de la proclamación del resultado, concursando los dos candidatos más votados y considerándose electo aquel que obtenga la mayoría de los votos válidos.
4. Si, antes de realizado el segundo turno y en el caso de ocurrir muerte, desistimiento o impedimento legal de candidato, se convocará, de entre los remanentes, al de mayor votación.
5. Si, en la hipótesis de los párrafos anteriores, en segundo lugar hubiera más de un candidato con la igual cantidad de votos, se calificará el más anciano para participar (artículo 77).

Según el artículo 78 de la CF de 1988, el presidente y el vicepresidente de Brasil serán empoderados en sesión del Congreso Nacional, siendo prestado el compromiso de mantenimiento, defensa y saludo de la Constitución, observación de las leyes, promoción del bien general del pueblo Brasileño, sustentación de la unión, de la integridad y de la independencia de Brasil.
En conformidad al artículo 82 de la CF de 1988, el Presidente de la República es elegido por voto popular directo para un mandato de cuatro años, pudiendo ser reelegido solamente una vez, y se iniciará en 1º de enero del año tras ser elegido.

#### Cualificación
La cualificación exclusiva que el Presidente de la República de Brasil posee es notable por su gran amplitud, siendo el jefe del ejecutivo destacado entre sus atribuciones:
- servir como director superior de la administración federal;
- participar en el proceso legislativo, siendo lo primero a proponer y/o realizar cualesquiera de las leyes, vetar a proyectos y ley, sancionar, promulgar, publicar y reglamentar las leyes;
- nombrar y exonerar, i.y., dimitir ministros de Estado y gobernadores de Territorios, además de demás operarios;
- servir como celebrante de tratados, declarador de guerra y pacificador, ad referéndum del Congreso;
- servir como comandante-en-jefe de las Fuerzas Armadas;
- decretar estado de defensa y estado de sitio;
- decretar y ejecutar la intervención federal (artículo 84).

#### Crímenes de responsabilidad
Si haya fallos en cumplir sus deberes, o sea cometedor de algún delito, el presidente de Brasil es juzgado en el momento en que el STF está presente en el saber que el jefe de Estado y de gobierno cometió crímenes comunes, o estando presente Senado, para juzgarlo por los en los crímenes de responsabilidad cometidos.
Son crímenes de responsabilidad los actos del presidente de la República que atenten contra la Constitución Federal y, especialmente, contra:
- I — la existencia de la Unión;
- II — el libre ejercicio del Poder Legislativo, del Poder Judicial, del Ministerio Público y de los Poderes constitucionales de las Unidades de la Federación;
- III — el ejercicio de los derechos políticos, individuales y sociales;
- IV — la seguridad interna del País;
- V — la probidade en la administración;
- VI — la ley presupuestaria;
- VII — El saludo de las leyes y de las decisiones judiciales (artículo 85).

### Vicepresidente

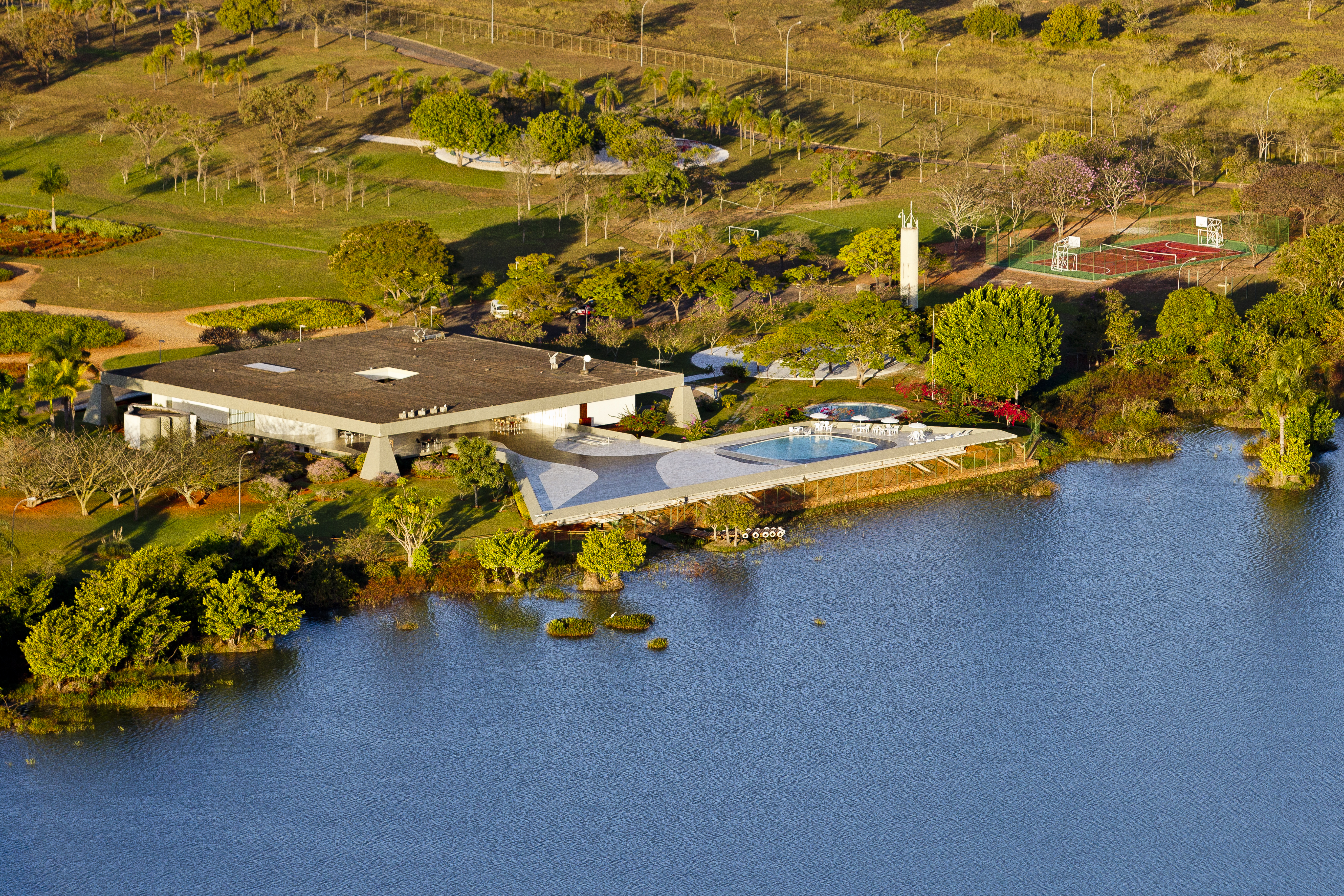
Palacio del Jaburu, residencia oficial del Vicepresidente de Brasil.

Se elige el Vicepresidente de la República en el momento en que es acompañante de chapa del presidente, es cavibel al vicepresidente de la República la sustitución del titular cuando el jefe de Estado y de gobierno esté impedido o siéndole sucedido en el cargo libre. Para ser vicepresidente se tienen las mismas exigencias que para el cargo de presidente.
El Vicepresidente de la República, además de otras atribuciones que le sean conferidas por ley complementaria, auxiliará el Presidente, siempre que por él convocado para misiones especiales (artículo 79, párrafo único).
En caso de impedimento o ausencia del presidente y del vice, el poder público llamará para tomar posesión de la Presidencia, al presidente de la Cámara de los Diputados en primer caso, al presidente del Senado Federal en segundo caso y por último al del Supremo Tribunal Federal.

### Ministros de Estado

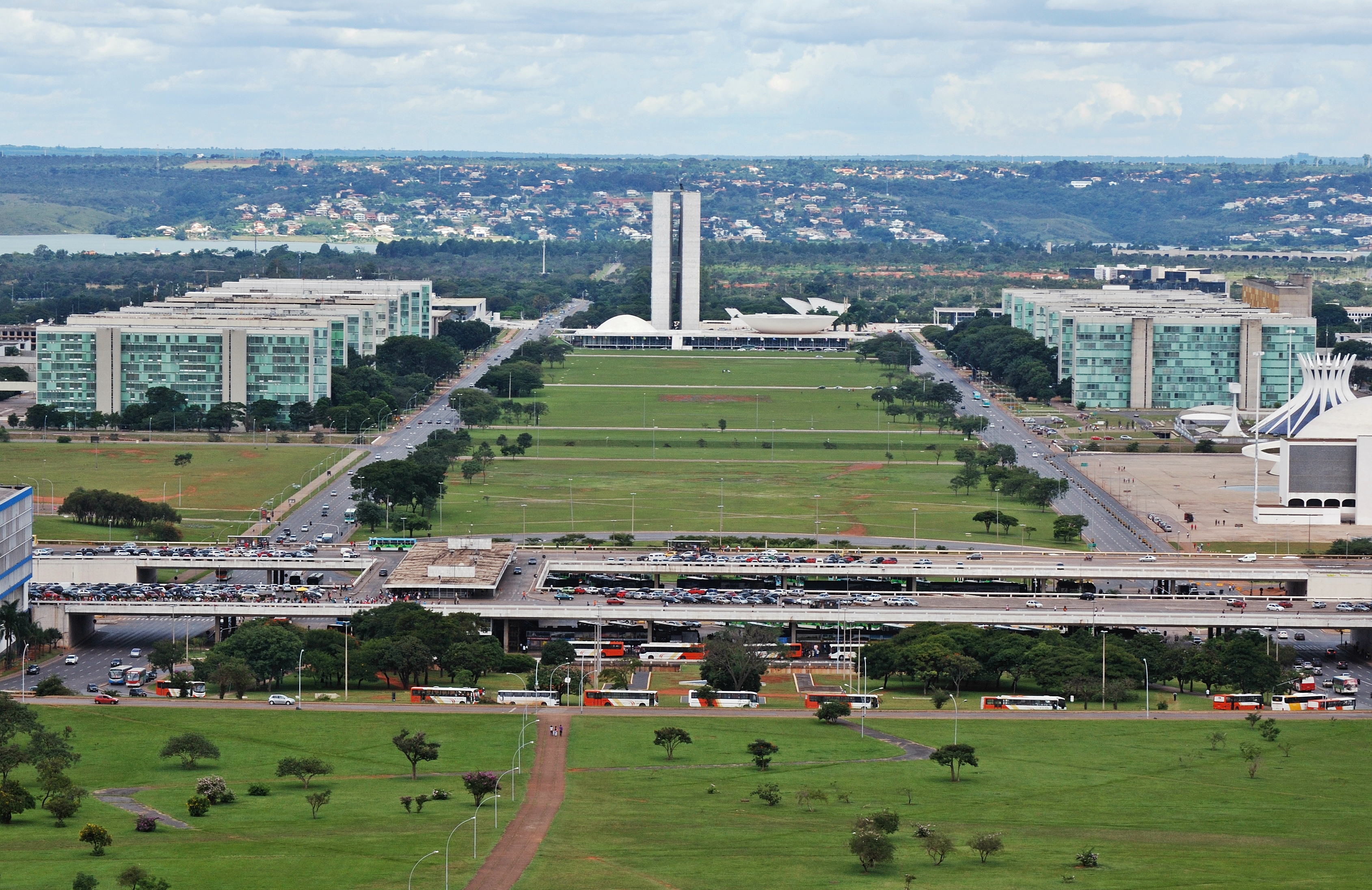
Vista de la Esplanada de los Ministerios, en Brasilia, con la sede del Congreso Nacional de Brasil al fondo.

Los ministros de Estados son las más importantes autoridades que auxilian el presidente de la República de Brasil. El presidente de la República, propiamente dicho, escoge de forma libre y espontánea los ministros de Estado, entre brasileños nacidos en Brasil, personas con más de 21 años, gozando sus plenos derechos como ciudadanos.
Compete al ministro de Estado, además de otras atribuciones establecidas en esta Constitución y en la ley:
- I — ejercer la orientación, coordinación y supervisión de los órganos y entidades de la administración federal en el área de su cualificación y referendar los actos y decretos firmados por el presidente de la República;
- II — expedir instrucciones para la ejecución de las leyes, decretos y normativas;
- III — presentar al presidente de la República informe anual de su gestión en el Ministerio;
- IV — practicar los actos pertinentes a las atribuciones que le sean otorgadas o delegadas por el presidente de la República. (artículo 87)

Hoy hay 24 los ministerios, 8 las secretarías de la presidencia y 6 los órganos. Se crea, se modifican estructuras y eventualmente se extingue un ministerio por medio de ley especial, siendo que el presidente es legalmente competente y con esto basta para ser el primero en realizar y/o proponer todas esas actividades administrativas. Además de los titulares de los ministerios, son también ministros de Estado los que lideran los órganos asesores, a saber: Secretaría comunicacional Social, Secretaría Especial de los Derechos Humanos, Secretaría Especial de Políticas de Promoción de la Igualdad Racial, Secretaría Especial de Políticas para las Mujeres, Secretaría Especial de Puertos, Secretaría-General de la Presidencia, Secretaría de Relaciones Institucionales, Abogacía-General de la Unión, Banco Central, Casa Civil de la Presidencia de la República, Contraloría-General de la Unión, Núcleo de Asuntos Estratégicos, Gabinete de Seguridad Institucional.

### Administración indirecta

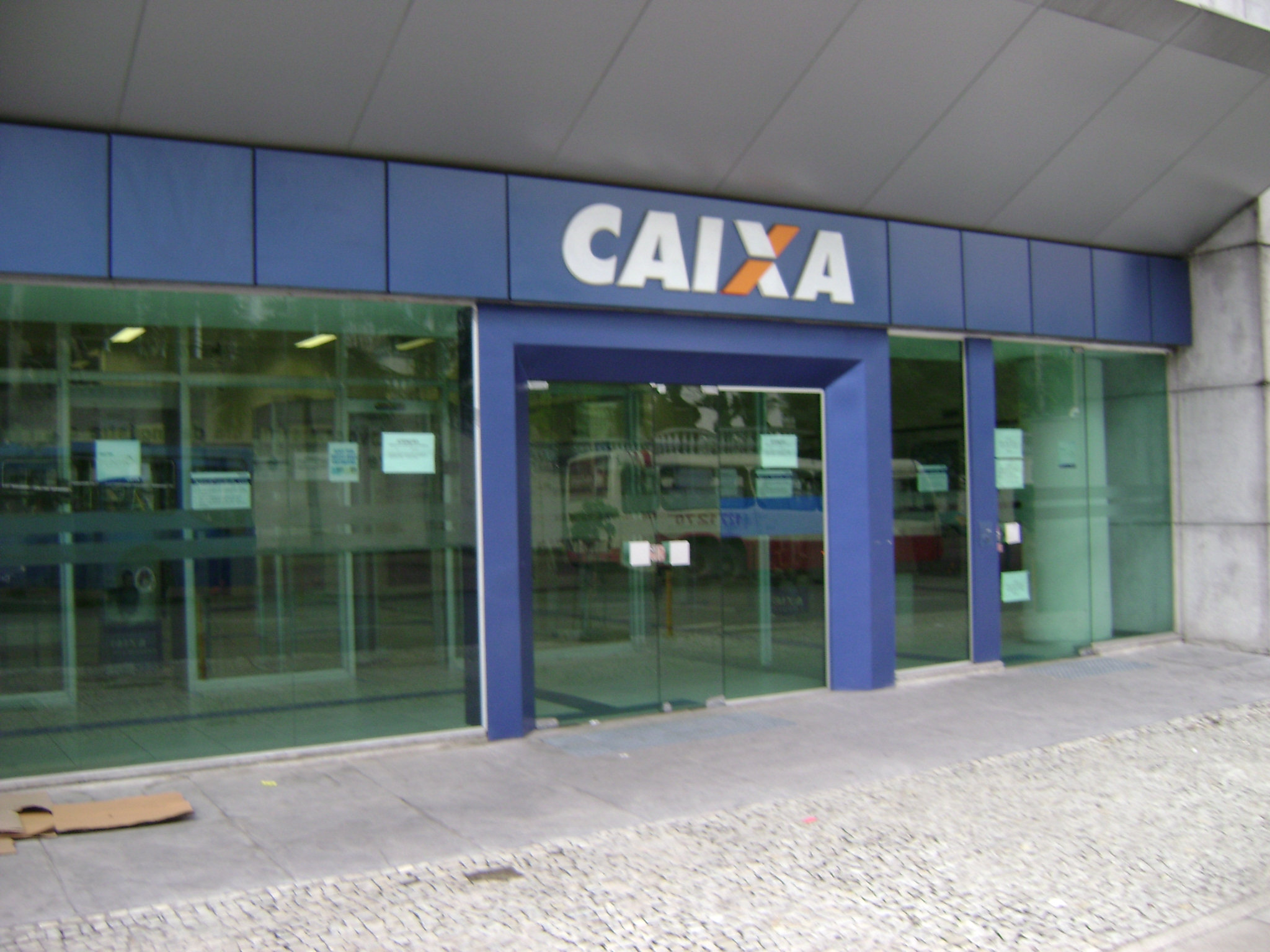
Una agencia de la Caja en Bello Horizonte.

Dirigiendo los negocios del Estado, el Ejecutivo es actuante directo por medio de los ministerios y órganos que integran la Presidencia de la República, e indirecto, por medio de los órganos de la administración indirecta, que son:
1. Autarquías: entidades que la legislación especial crea, para obtención más eficiente en ciertos sectores, por medio de la descentralización de la administración y de las finanzas. Son servicios de autonomía, dotadas de personalidad jurídica, patrimonio y receta propias. ES posible que las autarquías haya vínculo directo a la Presidencia de la República o a un correcto ministerio. Por ejemplo: el Consejo Nacional de Investigaciones (CNPq).
2. Empresas públicas: entidades que se constituyen de personalidad jurídica, patrimonio propio y capital de singularidad de la Unión; son dedicadas a ciertas actividades económicas, en las cuales el gobierno siempre está interesado en explorar. Por ejemplo: la Caja Económica Federal y la Empresa Brasileña de Correos y Telégrafos.
3. Sociedades de economía mixta: se crearon las sociedades de economía mixta para explotación de ciertas actividades económicas, en que acciones mayoritarias con derecho electoral son pertenecientes a la Unión o la una entidad de la administración indirecta. Por ejemplo: Banco de Brasil y Petrobrás.

### Fuerzas Armadas
Para garantizar la atención a los problemas que se relacionan con la orden interna y la soberanía externa a ser mantenidas, constituyentes de la base de la seguridad nacional, el Estado brasileño está a la disposición de órganos especiales, que son las Fuerzas Armadas.

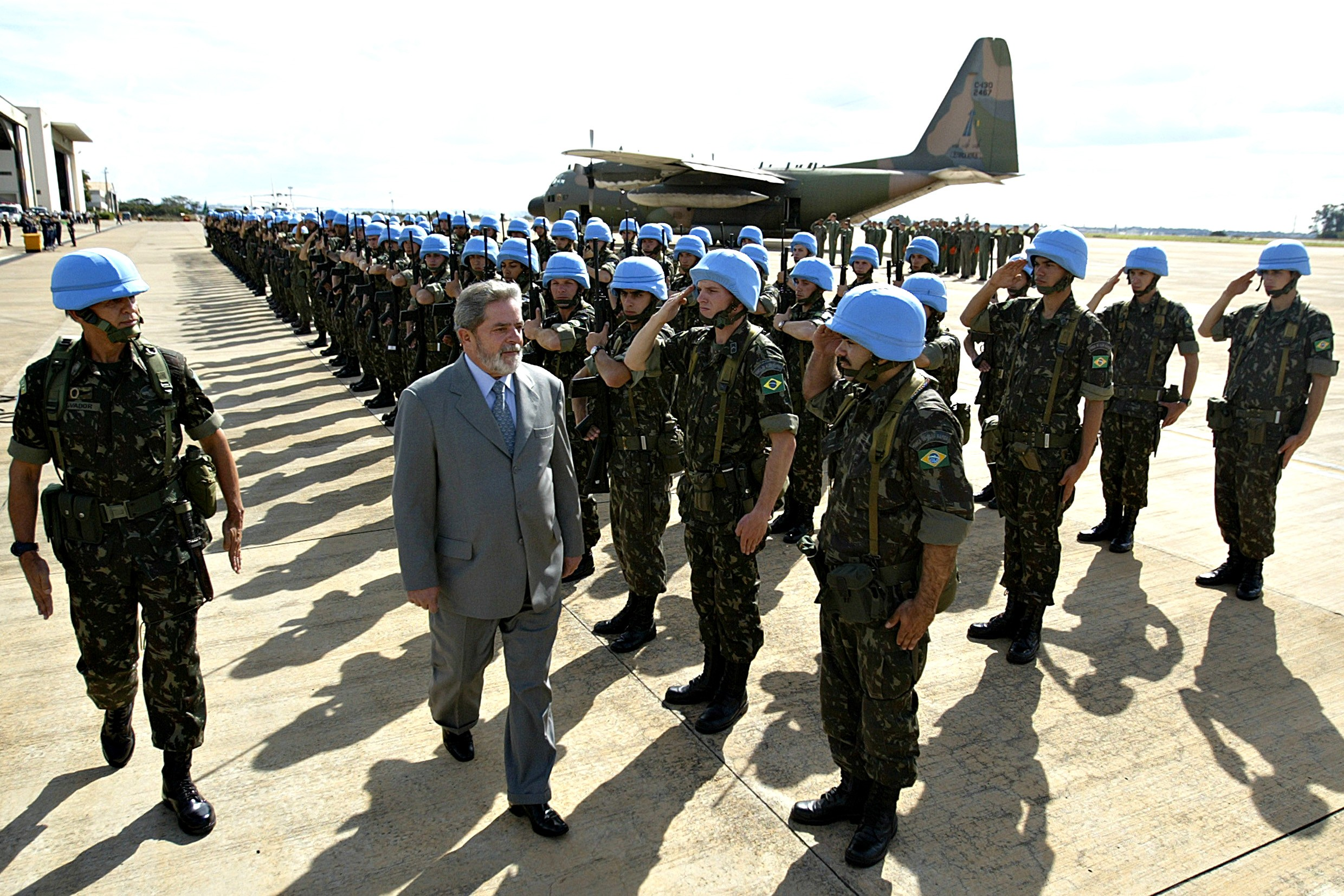
Presidente Luiz Inácio Lula da Silva (Lula), que representa las Fuerzas Armadas, pasa en revista las tropas de la MINUSTAH, en Haití.

Constituidas por la Marina, por el Ejército y por la Aeronáutica, son instituciones nacionales permanentes y regulares, organizadas con base en la jerarquía y en la disciplina, bajo la autoridad suprema del presidente de la República, y se destinan a la defensa de la Patria, a la garantía de los poderes constitucionales y, por iniciativa de cualquiera de estos, de la ley y de la orden. (artículo 142)

### Ministerio Público

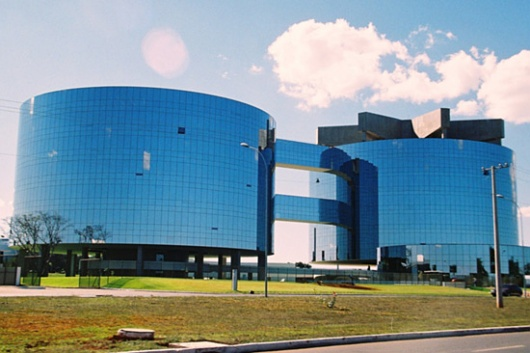
Edificio-sede del Ministerio Público de la Unión (Procuraduría-General de la República) en Brasilia (DF).

Juntamente al Poder Judicial, pero que no pertenece a él, está el Ministerio Público de la Unión. Es una de las funciones esenciales a la justicia que promueve y defiende tanto el régimen democrático, cuanto los intereses sociales e individuales indisponibles. Su actuación de mayor evidencia es en el proceso penal, siéndole la iniciativa de la acción para ser llevados a los tribunales los que cometen crímenes contra la ley.
En el ámbito federal, el jefe del Ministerio Público es el procurador-general de la República, escogido bajo nombramiento del presidente de la República, y aprobado por Senado. (artículos 127 a 135)

### Seguridad pública
De las muchas tareas que deben ser desempeñadas por el Poder Ejecutivo para garantizar la realización del bien común, es destacada la seguridad pública a ser cuidada.

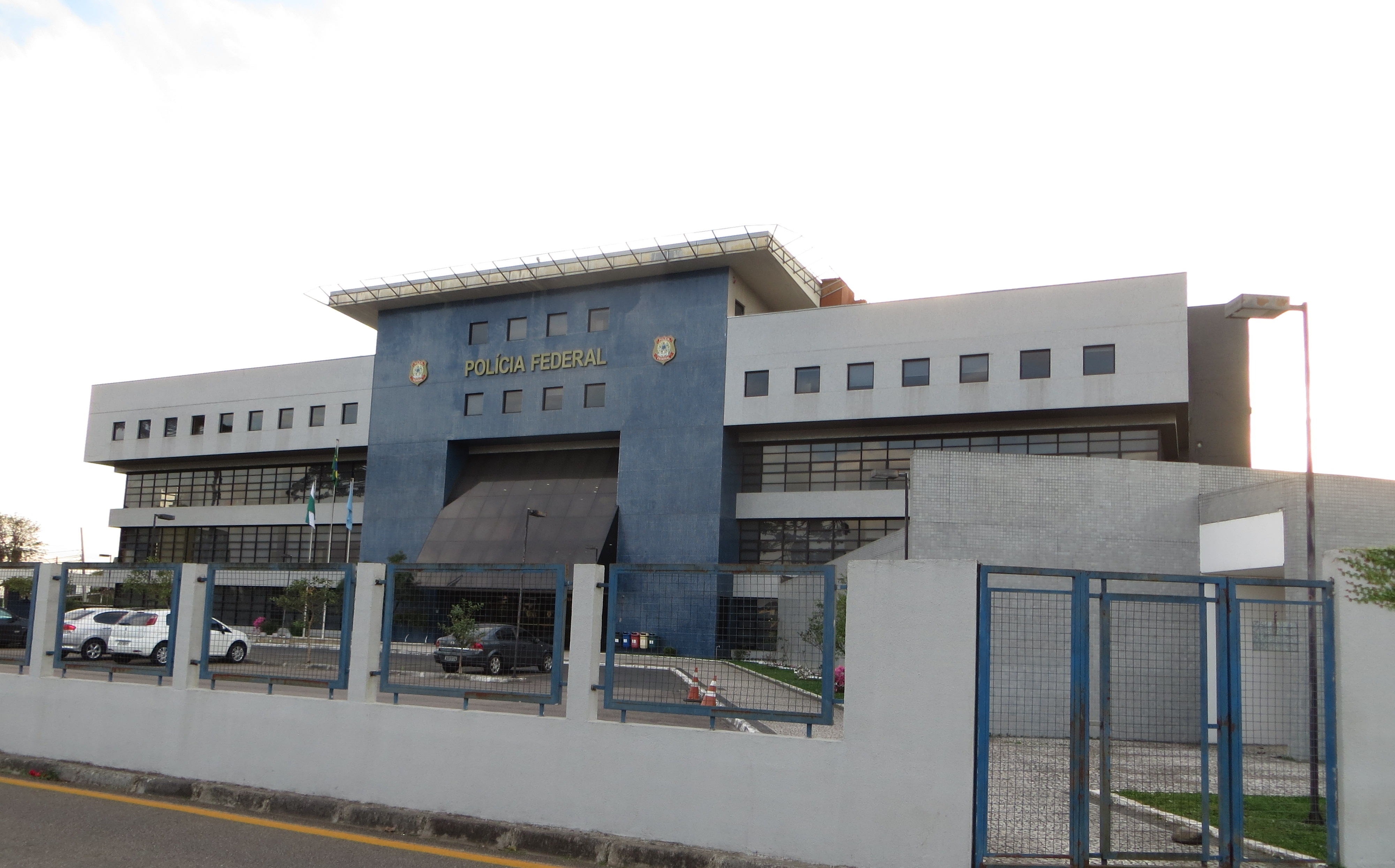
La Superintendencia del Departamento de Policía Federal, en Curitiba, capital del estado brasileño de Paraná. Foto quitada por Eloy Setti el 15 de agosto de 2015.

"La seguridad pública, deber del Estado, derecho y responsabilidad de todos, es ejercida para la preservación del orden público y de la integridad de las personas y del patrimonio, a través de los siguientes órganos:
- I - policía federal;
- II - policía rodoviária federal;
- III - policía ferroviaria federal;
- IV - policías civiles;
- V - policías militares y cuerpos de bomberos militares." (artículo 144)

Es propio de la policía federal, las siguientes tareas:
- registrar las infracciones penales contrarias a la orden política y social o las que fueran sobre los bienes, servicios e intereses de la Unión;
- prevención y represión en la totalidad del territorio nacional de la ilicitude del tráfico de entorpecentes y drogas contrabandeados;
- ejercicio de la policía marítima, aérea y de fronteras.

A policía rodoviária federal, órgano permanente, con estructura en carrera, es destinada, en la forma de la ley, para patrullar ostensivamente las carreteras federales.
Las policías civiles son destinadas para filtrar infracciones penales y ejecutar las funciones de policía judicial, ressalvando la cualificación de la Unión.
La policía militar son aplicables para la vigilancia ostensiva y el orden público para ser preservado.
A los cuerpos de bomberos militares, además de las atribuciones con definición en ley, son de su incumbencia las actividades de defensa civil.
Los municipios podrán constituir guardias municipales que se destinan a proteger sus bienes, servicios e instalaciones, en consonancia con disposición de la ley. (artículo 144, par. 89)

## Poder Ejecutivo Provincial

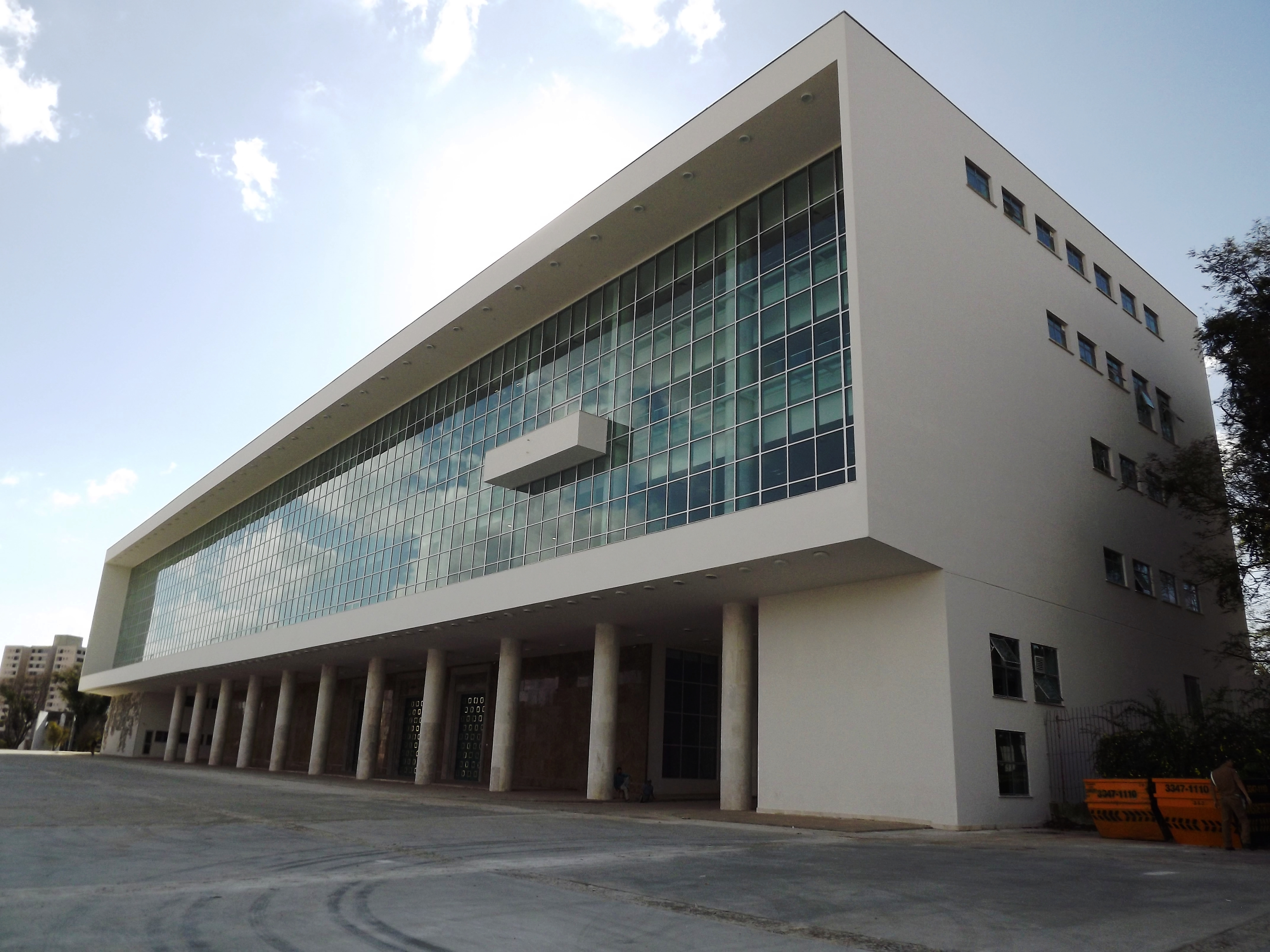
El Palacio Iguaçu, en Curitiba, es la sede del gobierno de Paraná de 1953 a 2007 y a partir de 18 de diciembre de 2010.

El exercente del poder ejecutivo provincial es el gobernador del estado. Sus auxiliares son los secretarios de estado. Los requisitos para el cargo gobernador de estado son: ser nacido en Brasil, haber más de 30 años de edad, gozar de derechos políticos y elegirse por partido político. ES la misma cosa que se exige de un candidato la vice-gobernador. Ambos se eligen para un mandato de 4 años, siendo observadas en la elección las mismas normas electorales para presidente de la República. Si uno de los candidatos a gobernador sea derrotado por otro en el primer turno, será elegido en el segundo turno, caso en ninguno de los candidatos sea obtenida en la primera votación la mayoría absoluta de los votos válidos. (artículo 28)
Se define la cualificación del gobernador, en la constitución provincial, en conformidad a los principios de la constitución federal, y en consonancia con el esquema del Ejecutivo de la Unión.
Vencedores de las elecciones provinciales brasileñas en 2014, los actuales gobernadores asumieron en 1º de enero de 2015.
Para ser auxiliado administrativamente, el gobernador está a la disposición de los secretarios de Estado.[nota 1] La cantidad de secretarios es variable de estado a estado y sus atribuciones son correspondientes, a la nivel provincial, a las de los ministros de Estado.
Para garantizar la orden y la seguridad pública, los Estados son mantenedores del servicio de policiamento, que se divide en Policía civil y Militar; estatutos especiales son reguladores de la composición y de las atribuciones de cada una. (artículo 144)
También en la esfera provincial el Ejecutivo es organizador, juntamente al Poder Judicial, del Ministerio Público, bajo la autoridad del procurador-general del estado, cuyos exercentes son los procuradores del Estado y los fiscales de justicia. Su estructura y funcionamiento, que se asemejan a las del Ministerio Público de la Unión. se definen por la Constitución provincial y por leyes complementarias. (artículo 128, par. 3º)

## Poder Ejecutivo Municipal

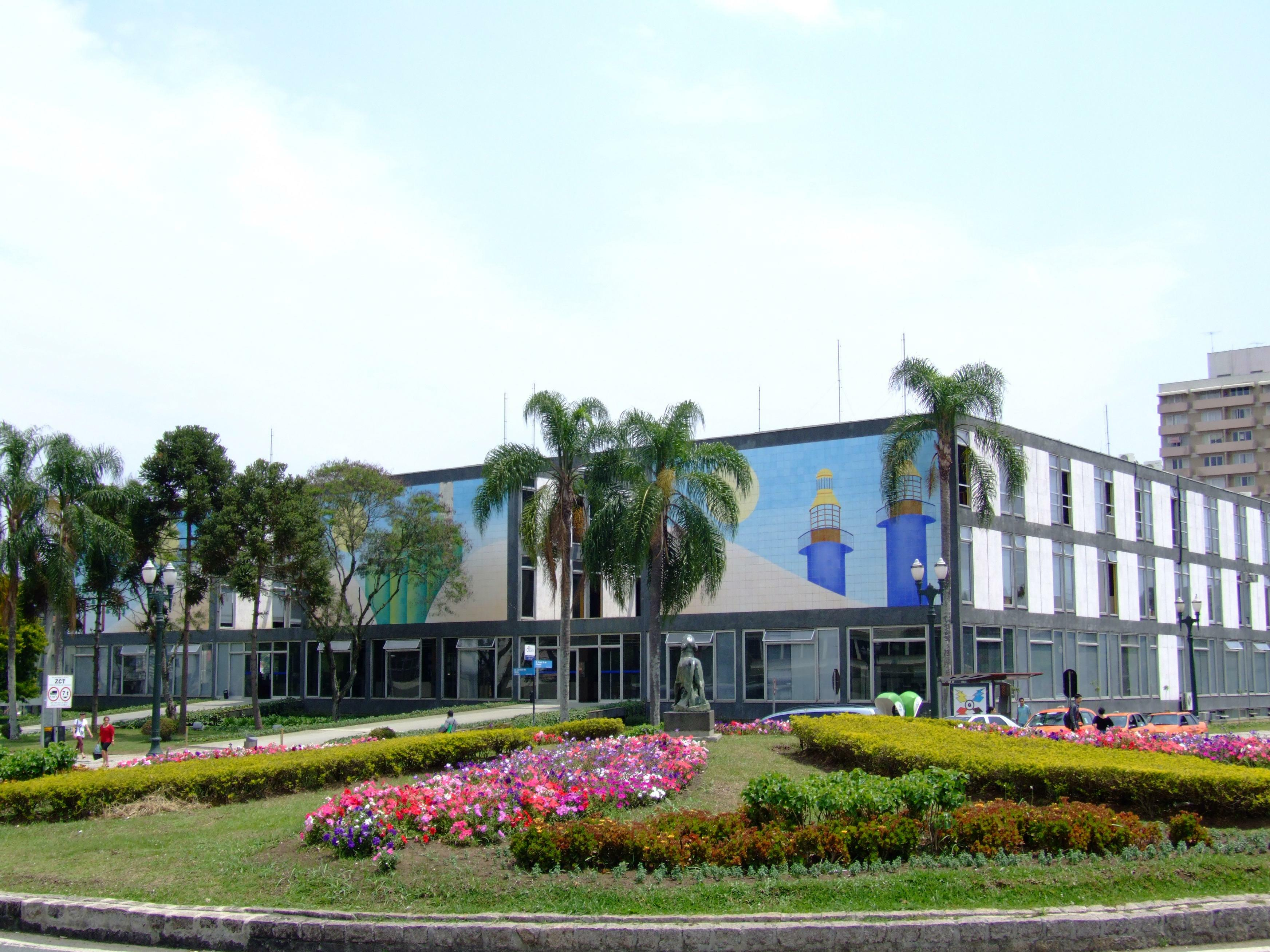
Palacio 29 de Marzo, sede del ayuntamiento de Curitiba.

El exercente del poder ejecutivo municipal es el alcalde Para ser ayudado en el ayuntamiento del municipio, él está a la disposición de los secretarios municipales, que se encargan de una gran variedad de sectores de la administración. Los secretarios municipales pueden ser libremente escogidos por el alcalde, con derecho a la permanencia en el cargo mientras él crea que le conviene.
Se eligen el alcalde y el vice-alcalde a la vez que los concejales, para un mandato de cuatro años, pudiendo ser reelegido una solo vez. Se realiza la elección el primer domingo de octubre antes de terminar el mandato del gobernante en ejercicio, y del próximo alcalde la empossar el día 1 de enero del año después de la elección.
Si haya problemas en cumplir sus deberes, se juzga el alcalde en su presencia en el Tribunal de Justicia de su unidad federativa.
Entre las demás normas bajo previsión de las constituciones y leyes federales y provinciales, el alcalde es gracias, cuando desarrollar su trabajo, a considerar que la Constitución federal es determinante expresa de que la administración municipal sea hecha con la "cooperación de las asociaciones representativas en la planificación municipal." (artículo 29, X)
Según la Constitución Federal, en su artículo 31, la fiscalización del Municipio será ejercida por el Poder Legislativo Municipal, mediante control interno del Poder Ejecutivo Municipal, en la forma de la ley.
Entre las demás normas bajo previsión de las constituciones y leyes federales y provinciales, el alcalde es gracias, cuando desarrollar su trabajo, a considerar que la Constitución federal es determinante expresa de que la administración municipal sea hecha con la "cooperación de las asociaciones representativas en la planificación municipal." (artículo 29, X)
Según la Constitución Federal del Brasil, en su artículo 31, la fiscalización del Municipio será ejercida por el Poder Legislativo Municipal, mediante control interno del Poder Ejecutivo Municipal, en la forma de la ley.
- Poder ejecutivo
- Presidencialismo en Brasil
- Palacio del Planalto
- Presidente de Brasil
- Ministerios de Brasil
- Ayuntamiento de San Pablo (Brasil)

- Página oficial del Gobierno Federal (Brasil)
- Página oficial de la Presidencia de la República (Brasil)
- Página oficial de la Vice-Presidencia de la República (Brasil)
- Página oficial del Ministerio de la Educación (Brasil)
- Página oficial del Ministerio de la Cultura (Brasil) Archivado el 2 de enero de 2022 en Wayback Machine.
- Página oficial de la Ministerio de la Salud (Brasil)